# ドラス
株式会社ドラス（英: DORASU CORPORATION）は、愛知県名古屋市に本社を置く日本のゲーム開発会社である。
パチスロ機のシミュレータを得意としているが、一般向けゲームソフトも数多く制作している。

## パチスロ関連

### スロッターマニアV
PlayStation Vita向けのパチスロ機シミュレータのブランド。
- スロッターマニアV BLACK LAGOON（2012年）
- スロッターマニアV 絶対衝激II（2013年）
- スロッターマニアV 学園黙示録 HIGHSCHOOL OF THE DEAD（2013年）

### スロッター超マニア
PlayStation 3向けのパチスロ機シミュレータに付けられるブランド。
- スロッター超マニア アントニオ猪木が元気にするパチスロ機

### スロッターUPコア・スロッターUPマニア
PlayStation 2向けのパチスロ機シミュレータに付けられるブランド。主にアリストクラートテクノロジーズ、北電子、パイオニアの機種をゲーム化している例が多い。
- スロッターUPマニア 超沖スロ!パイオニアスペシャル（2003年）
- スロッターUPコア 炎打!巨人の星（2003年）
- スロッターUPマニア2 告知の極!ジャグラースペシャル（2003年）
- スロッターUPコアα 虎!優勝パネル!新化!巨人の星（2003年）
- スロッターUPマニア3 伝説復活!ニューペガサススペシャル（2003年）
- スロッターUPマニア4 南国の香!スーパーハナハナ&シオマール&オアーゼ（2004年）
- スロッターUPコア3 愉打!ドロンジョにおまかせ（2004年）
- スロッターUPコア4 トンちゃん激打!実戦パチスロオレ主義（2004年）
- スロッターUPマニア5 爽快激打!マッハGoGoGo&だるま猫（2004年）
- スロッターUPコア5 ルパン大好き!主役は銭形（2004年）
- スロッターUPコア6 爆炎打!巨人の星II（2005年）
- スロッターUPマニア6 沖の熱風!パイオニアスペシャルII（2005年）
- スロッターUPコア7 激闘打!ストリートファイターII（2005年）
- スロッターUPマニア7 最新最強!パイオニアMAX（2005年）
- スロッターUPマニア8 閃光告知!ジャグラースペシャルII（2005年）
- スロッターUPコア8 極炎打!巨人の星III（2005年）
- スロッターUPコア9 ジャグ極めたり!ファイナルジャグラー（2006年）
- スロッターUPマニア9 アツ沖だぜ!めんそ〜れ-30&めんそ〜れ2-30（2007年）
- スロッターUPコア10 マッハGOGOGO2（2008年）
- スロッターUPマニア10 パイオニアスペシャルIII（2008年）
- スロッターUPコア11 巨人の星IV（2009年）
- スロッターUPコア12 ピンポン（2010年）

### スロッターマニア・スロッターマニアcore
PlayStation向けのパチスロ機シミュレータのブランド。
- スロッターマニア 激熱沖スロ!シオサイスペシャル（2001年）
- スロッターマニアcore 常夏の熱さ!オアシス（2001年）
- スロッターマニア2 超熱30φ!ハナハナ&キンバリー&ハイシオ（2002年）
- スロッターマニア3 爆量放出!海人&ファイアエレメント（2002年）
- スロッターマニア4 激熱妖光!シオラー&キングキャッスル&兜（2002年）
- スロッターマニア外伝 超熱伝説!ゴールデンルーキー＆ファイヤーV＆琉王（2002年）
- スロッターマニア5 激打真髄!ハイパージャグラーV&キタチャンカントリー&ワンダーレビュー2（2002年）
- スロッターマニア6 爆裂再来!海神（2タイプ）&ブルーラグーン（2002年）
- スロッターマニア7 激熱!シオサイ娘勢揃いDX＋アパッチA（2002年）
- スロッターマニア8 魅惑の宝箱!ジュエルマジック2＆ゴールドアンドシルバー（2003年）
- スロッターマニア9 極熱30φ!ハイビ＆スプラッシュセブン（2003年）

### ドラスロット
PlayStation Portable向けのパチスロ機シミュレータブランド。
- ドラスロット 主役は銭形（2005年）
- ドラスロット 巨人の星II（2005年）
- ドラスロット 沖スロ王!パイオニア12（2006年）

### その他
- パチ&スロ必勝本DS（ニンテンドーDS、2009年） - パチスロ必勝本などを発行する辰巳出版とのタイアップ。

## 一般向け作品

### ニンテンドーDS・3DS
- アタマでDO! こてんこてんこ（2007年）
- 美しくなろう デューク更家の健康ウォーキングナビ（2007年）
- カッコよくなろう 角ちゃん式筋トレナビ（2007年）- 空手家・角田信朗とのタイアップ。
- 図書館DS 名作&推理&怪談&文学（2007年）
- 家族みんなで 日本指圧師会監修 ラクラク指圧ナビ（2007年）
- 毎日ステキ! ハローキティのライフキット（2007年）
- 毎日が楽しい!綾小路きみまろのハッピー手帳（2007年）
- ひろみちお兄さんの親子体操ナビ（2008年）- 佐藤弘道とのタイアップ。
- みんなで読書DS 源氏物語+ちょっとだけ文学（2008年）
- みんなで読書DS 捕物帳 半七&右門&安吾&顎十郎&旗本退屈男（2008年）
- ハローキティのパンダスポーツスタジアム（2008年）
- みんなで読書DS ケータイ小説ですぅ〜（2008年）
- FAST FOOD PANIC（2009年）※海外向け、国内販売無し
- ハローキティのパクパク&ロジック（2009年）
- マリー&ガリーのLet'sさいえんす（2010年）
- ウイルスシューターXX（2011年）
- ハローキティといっしょ!ブロッククラッシュＺ（2012年）

### PlayStation Portable
- みんなで読書 ケータイ小説ですぅ〜（2008年）
- オツゲー 占イナンデス。（2008年）
- ハローキティのハッピーアクセサリー（2009年）
- ハローキティといっしょ! ブロッククラッシュ123!!（2010年）

### Wii
- 匠レストランは大繁盛!（2009年）

### PlayStation 2
- カレーハウスCoCo壱番屋〜今日も元気だ!カレーがうまい!!〜（2004年）
- 神様家族 応援願望（2006年）

### PlayStation Vita
- HIDEBOHタップダンスHERO（2014年10月）

### 携帯・スマートフォン
- BL?俺のヒミツと男子寮
- 華恋vサムライ×騎士
- 元祖 みそぽん
- ブロッククラッシュ×がんばれ!ルルロロ～無料ブロックくずし

### 電愛シリーズ
スマートフォンの音声認識機能を用いて、会話をしながら愛を育むシチュエーションアプリ。

近年では、名古屋にある専門学校、ヒューマンアカデミー、名古屋工学院専門学校、名古屋コミュニケーションアート専門学校とのコラボ開発も行い、

生徒達が、シナリオ・イラスト・声優をそれぞれ担当している。
※専門学校とのコラボ
- 電愛 ～愛し合うアプリ 新妻編～
- 電愛 ～愛し合うアプリ おとなの恋人編～
- 電愛 ～愛し合うアプリ ふしぎっ娘GF編～
- 電愛 ～愛し合うアプリ 元気な彼女編～
- 電愛 ～愛し合うアプリ US娘編～
- 電愛 ～愛し合うアプリ クール彼氏編～※
- 電愛 ～愛し合うアプリ お嬢様編～※
- 電愛 ～愛し合うアプリ 妖狐編～※
- 電愛 ～愛し合うアプリ 魔法少女編～※

## 事業所
- 本社（愛知県名古屋市中区）
- 東京企画室(東京都品川区)
- 大阪開発室（大阪府大阪市天王寺区）

## 関連会社
- 有限会社ナノクラフト